# After the Ball (libro)
After the Ball: How America Will Conquer Its Fear and Hatred of Gays in the '90s è un libro pubblicato nel 1989 dal neuropsicologo Marshall Kirk e dell'esperto di pubblicità Hunter Madsen. Il libro tratta dei diritti LGBT negli Stati Uniti d'America. Il libro fu ampliato nel 1987 da un articolo della rivista Guide dal titolo The Overhauling of Straight America nel quale Kirk e Masen si firmarono sotto lo pseudonimo di "Erastes Pill".
Il libro sostiene un cambiamento nel dibattito nazionale nei confronti dei gay e delle lesbiche americani, nel tentativo di porre un argine all'omofobia. Una recensione sul Los Angeles Times definì il testo come "una critica ostinatamente revisionista della saggezza convenzionale dell'attivismo gay negli ultimi due decenni". Kirk e Madsen chiedevano alla comunità gay anche di esaminarsi.
Lo studioso di diritto Didi Herman scrisse che, nonostante fosse stato ampiamente criticato e fosse visto come ininfluente all'interno delle comunità lesbiche e gay, il libro fu strategicamente utilizzato dai membri della destra cristiana come prova di una segreta "agenda gay" per sovvertire il cristianesimo americano e "tradizionale", fondato sulla famiglia.

## Contenuto
Il testo critica i punti-chiave dell'approccio al mondo anti-gay dei due decenni precedenti: il tentativo di discutere per aumentare la consapevolezza, laddove invece il pregiudizio nascerebbe da un sentimento di prevalente natura irrazionale; "il combattimento o l'assalto alle barricate" che avrebbe infastidito gli eterosessuali; le manifestazioni pubbliche per l'orgoglio gay, laddove invece secondo gli autori sarebbe stata più prudente "mettere un piede nella porta, rendendosi il più simile possibile a loro; dopo, e solamente dopo -quando l'unica tua piccola differenza è stata accettata- iniziare a imporre altre caratteristiche, una alla volta".
Quindi, suggeriscono tre principi alternativi per far regredire il motore del pregiudizio: desensibilizzazione presentando spesso l'oggetto ritenuto minaccioso, "inondando" l'opinione pubblica di messaggi omosessuali; "grippaggio" mediante dissociazione cognitiva, mostrando come l'omofobia non sia un valore cristiano e quali terribili sofferenze possa provocare alle persone omosessuali; "la conversione", ossia infondere nel grande pubblico sentimenti positivi nei confronti degli omosessuali e negativi nei confronti del bigottismo antigay.
Queste tre tecniche sono implementate da otto principi pratici: "non esprimere semplicemente te stesso, comunica!" riferito a frasi che non si limitano a liberare l'identità dell'omosessuale, ma che si rivolgano al pubblico con frasi quali "gli eterosessuali devono essere aiutati a credere che tu e loro parlate lo stesso linguaggio"; desensibilizzare i meno favorevoli fra il 35-45% di scettici/ambivalenti che caratterizzano la popolazione, blocco e conversione per quelli più favorevoli, silenziare il 30-35% di intransigenti, mobilitare il 25-30% di amici dei gay; parlare continuamente del tema, fino alla noia, per desensibilizzare, dando spazio a teologi pro-gay contro il bigottismo; rimanere centrati e focalizzati sull'omosessualità, senza sposare altre cause umanitarie o ambientaliste, in genere impopolari e minoritarie; enfatizzare l'omofobia per "presentare i gay come vittime, non come provocatori"; dare ai potenziali protettori una giusta causa, come non appoggiare l'omosessualità, ma proteggere i gay contro la discriminazione; mostrare il contributo storico degli omosessuali al progresso dell'umanità (es. Leonardo da Vinci), restituendo un'immagine positiva dei gay in genere; far sembrare gli aggressori come cattivi, ad esempio accostando gli intransigenti ai nazionalsocialisti.
Kirk e Madsen suggeriscono la costituzione in ogni Stato di un'unica organizzazione rappresentativa del mondo omosessuale. Rispondono alle potenziali critiche dichiarando che, anche se i messaggi possono sembrare falsi, il fine è "eticamente buono" di opposizione a "stereotipi negativi che sono un pochino falsi, e molto di più malvagi".